# Halo (singel Depeche Mode)
Halo (Aureola) – singel grupy Depeche Mode promujący album Violator.

## Wydany w krajach
- USA (CD)
- Wielka Brytania (12")

## Informacje
- Nagrano w
- Produkcja
- Teksty i muzyka Martin Lee Gore

## WydaniaMute
- DJ12MUTE747 wydany 1990
  1. Halo (Hell Fire BB Mix)
  2. Halo (Uncomfortable Mix)
  3. Strangelove (Razormaid Mix)
  4. It's Called a Heart (Razormaid Mix)
  5. Behind the Wheel (Razormaid Mix)

## WydaniaSire/Reprise
- PRO-CD-4362 wydany 1990
  1. Halo - 4:28

## Twórcy
- David Gahan - wokale główne, sampler
- Martin Gore - syntezator, gitara, sampler, chórki
- Andrew Fletcher - syntezator, zarządzanie, gitara basowa, sampler
- Alan Wilder - syntezator, automat perkusyjny, sampler, chórki